# Heiko Ruprecht
Heiko Ruprecht (Friedrichshafen, 1972) es un actor alemán.

## Carrera
Heiko Ruprecht creció en Lindau, en el lago de Constanza. De 1993 a 1996 completó la formación de actuación en el Mozarteum de Salzburgo. 
En 1997 recibió su primer trabajo en el Stadttheater Ulm, donde interpretó el papel principal en Clavigo (temporada 1998/99), el Duke Orsino en What You Want (temporada 1997/98), el estudiante Trofimow en The Cherry Orchard (temporada 1998/99 ), el abogado y esposo Torvald Helmer en Nora (temporada 1998/99), Goldberg en George Taboris Goldberg Variations (temporada 1997/98) y Wilhelm en la obra de Robert Wilson Black Rider (temporada 1997/98). 
Al comienzo de la temporada 1999/00, Ruprecht se comprometió con el Kammerspiele de Munich. Allí interpretó el papel de Guiderius en la producción de Dieter Dorn del último trabajo de William Shakespeare, Cymbeline. También asumió dos papeles en las obras de teatro de Theresia Walser : en su obra, las hijas de King Kong, interpretó al aventurero Rolfi. También apareció en el estreno mundial de So wild en 2000 en mucho tiempo. En la temporada 2001/02, Ruprecht cambió al Teatro Estatal de Baviera, del cual fue miembro permanente del conjunto hasta 2005. Aquí apareció como Lorenzo en The Merchant of Venice (2005-2008, dirigido por Dieter Dorn) y como Karl en The Farmer como millonario dirigido por Franz Xaver Kroetz. 
En 2005 interpretó el papel principal de Fausto en el Festival del Castillo de Heidelberg. En el Staatstheater Karlsruhe apareció en 2006–2007 en el papel principal de la tragedia de Shakespeare Richard III. En el Festival de Luisenburg, asumió el papel de duque de Buckingham en The Three Musketeers en julio / agosto de 2007.  2007, también se hizo cargo del duque Albrecht en la obra folklórica de Carl Orff Die Bernauerin, donde creó el papel como un "temerario".   
En el Schauspiel Essen fue invitado en 2008 como Aaron en Anatomy Titus Fall of Rome de Heiner Müller. 2010 apareció allí en la versión teatral de la novela Transit de Anna Seghers en el papel del emigrante Seidler, que "se sienta frente a una porción de pizza y una copa de vino y comienza a contar la historia en retrospectiva".
Ha actuado varias veces en el Teatro de la ciudad de Fürth, por ejemplo en las producciones Maß for Maß (abril / junio de 2013, como Lucio), Ein Volksfeind (enero de 2014) y Die kleine Füchse (enero de 2015). De marzo a mayo de 2017, Ruprecht, junto con Isabel Varell, jugaron en la obra para dos personas This Night - or Never! en la comedia de Marquardt en Stuttgart. En julio / agosto de 2017, hizo una aparición especial con esta producción en el Teatro Heilbronn. En junio / julio de 2019, apareció en esta producción en la comedia en el Bayerischer Hof de Munich.

### Cine y televisión
Ruprecht tuvo su primera experiencia frente a la cámara en 1997 durante sus días de teatro. En 1997, fue la víctima de un asesinato en la serie Sophie. Siguieron papeles más pequeños en la serie Derrick (1997), más tarde papeles principales en episodios de las series Forsthaus Falkenau (2005) y Die Rosenheim-Cops (2006). 
Desde 2008, Ruprecht ha tenido un papel principal continuo en la serie como Hans Gruber, hermano del doctor de montaña Dr. Martin Gruber, en la serie de televisión ZDF Der Bergdoktor.  
ZDF también comprometió a Ruprecht con el papel del maestro de clase Stefan Brenner en la serie de televisión Love, Babies and Family Happiness (2010).  En la película Katie Fforde Jump to Happiness (primera emisión: marzo de 2012), Ruprecht encarnaba al atractivo susurrador de caballos Jake. En la película Katie Fforde Back to the Sea (primera emisión: abril de 2015), actuó junto a Jennifer Ulrich, bióloga marina y autora Ryan Bishop. En la película de Rosamunde Pilcher Guardian Angel (primera emisión: marzo de 2016), protagonizó el protagonista masculino. En la adaptación cinematográfica de Katie Fforde de My Son and His Fathers (primera emisión: octubre de 2016), asumió el papel del nuevo socio de Julia Malik.

## Filmografía (selección)
- 1997: Sophie - Más inteligente de lo que la policía permitió (serie de televisión; episodio 1x11)
- 1997: Derrick (serie de televisión, episodio 24x05)
- 2001: mi hermano el vampiro
- 2005: Forsthaus Falkenau (serie de televisión, episodio 15x12)
- 2005: Oktoberfest
- 2006–2013: La policía de Rosenheim (series de televisión, episodios 6x01, 12x14, varios roles)
- 2006: hora de decisión
- 2008–2011: SOKO 5113 (series de televisión, episodios 34x09, 34x16, 37x07, varios roles)
- desde 2008: The Bergdoktor (serie de televisión; papel principal en la serie)
- 2009: Colonia Brigada Criminal (serie de televisión, episodio 6x12)
- 2010: Amor, bebés y felicidad familiar (película para televisión)
- 2011: Water Lily Summer (película para televisión)
- 2012: Katie Fforde: salto a la felicidad (serie de televisión)
- 2012: alegre a fatal: asesinatos en el norte (serie de televisión, episodio 1x16)
- 2013: Alles Klara (serie de televisión, episodio 2x07)
- 2013: alegre a mortal: Hubert y Staller (serie de televisión, episodio 3x04)
- 2013: Por el amor de Dios (serie de televisión, episodio 12x06)
- 2015: Katie Fforde - Regreso al mar (serie de televisión)
- 2015: The Old Man (serie de televisión, episodio 43x03)
- 2016: Rosamunde Pilcher - Guardian Angel (serie de televisión)
- 2016: En toda amistad - Los jóvenes doctores (serie de televisión, episodio 2x23)
- 2016: Katie Fforde - Mi hijo y sus padres (serie de televisión)
- 2017: SOKO Munich (serie de televisión, episodio 42x13)
- 2017: El jefe (serie de televisión, episodio 8x03)
- 2017: The Rosenheim Cops (serie de televisión, episodio 17x08)
- 2018: SOKO Kitzbühel (serie de televisión, episodio 17x10)
- 2018: SOKO Donau (serie de televisión, episodio 14x02)
- 2019: SOKO Wismar (serie de televisión, episodio 17x10)
- 2020: SOKO Munich (serie de televisión, episodio 45x06)
- 2020: El fiscal (serie de televisión, episodio 15x03)

## Enlaces web
- Heiko Ruprecht en la agencia Dietrich
- Heiko Ruprecht en vollfilm.de